# Elwood (Nueva York)
Elwood es un lugar designado por el censo (en inglés, census-designated place, CDP) ubicado en el condado de Suffolk, estado de Nueva York, Estados Unidos. Según el censo de 2020, tiene una población de 11 426 habitantes.
Es parte del municipio de Huntington.

## Geografía
La localidad está ubicada en las coordenadas 40°50′46″N 73°20′20″O / 40.84611, -73.33889 (40.846198, -73.338874). Según la Oficina del Censo, tiene un área total de 12.38 km², correspondientes en su totalidad a tierra firme.

## Demografía
Según la Oficina del Censo, en 2000 los ingresos medios de los hogares de la localidad eran de $89,424 y los ingresos medios de las familias eran de $94,404. Los hombres tenían ingresos medios por $63,534 frente a los $41,341 que percibían las mujeres. Los ingresos per cápita de la localidad eran de $32,655. Alrededor del 2.1% de la población estaba por debajo del umbral de pobreza.
De acuerdo con la estimación 2017-2021 de la Oficina del Censo, los ingresos medios de los hogares de la localidad son de $150,549 y los ingresos medios de las familias son de $151,723. Alrededor del 3.6% de la población está por debajo del umbral de pobreza.